# Опарин, Владислав Петрович
Владислав Петрович Опарин (11 марта 1936 — 27 июня 2018) — советский хоккеист, нападающий. Мастер спорта СССР (1962).

## Биография
Выступал за команды СК имени Свердлова / «Молот» Молотов — Пермь (1954/55 — 1964/65), «Россия» Краснокамск (1965/66), «Энергия» Саратов (1965/66 — 1967/68), «Авангард» Энгельс (1968/69).
В 1980-х годах тренировал команду «Судоверфь» Мурманск, в 1990-х годах — детские команды Мурманска. Играл за сборную команду ветеранов Мурманска.
Скончался 27 июня 2018 года на 83-м году жизни.